# Кионс
Кио̀нс (на италиански: Chions; на фриулски: Cjons, Чонс) е община в Северна Италия, провинция Порденоне, автономен регион Фриули-Венеция Джулия. Разположена е на 16 m надморска височина. Населението на общината е 5260 души (към 2010 г.).
Административен център на общината е градче Вилота (Villotta).